# 3 Чаши
3 Чаши (лат. 3 Crateris), b¹ Гидры (лат. b¹ Hydrae), HD 93397 — двойная звезда в созвездии Гидры на расстоянии приблизительно 182 световых лет (около 55,9 парсек) от Солнца. Видимая звёздная величина звезды — +5,441m. Возраст звезды определён как около 616 млн лет.

## Характеристики
Первый компонент — белая звезда спектрального класса A0, или A3V. Масса — около 2,79 солнечной, радиус — около 1,987 солнечного, светимость — около 25,755 солнечной. Эффективная температура — около 8740 K.
Второй компонент — коричневый карлик. Масса — около 19,56 юпитерианской. Удалён в среднем на 2,105 а.е..